# Измайлова, Вера Трофимовна
Ве́ра Трофи́мовна Тимофе́ева (в замужестве Изма́йлова; 1930, д. Старое Афонькино, Самарский округ, Средневолжский край, СССР — 1985, СССР) — свинарка совхоза «Чапаевский» Чапаевского района Куйбышевской области, Герой Социалистического Труда (1958).

## Биография
Родилась в 1930 году в деревне Старое Афонькино Самарского округа Средневолжского края (ныне — Шенталинского района Самарской области), в семье колхозников. По национальности чувашка.
Окончив 4 класса сельской школы, с 1941 года работала в местном колхозе «Трудовик», затем — свинаркой в совхозе имени Чапаева (свиноферма в селе Рощино) Красноармейского района Куйбышевской (ныне — Самарской) области.
Указом Президиума Верховного Совета СССР от 21 ноября 1958 года «за выдающиеся успехи, достигнутые в деле увеличения производства зерна и других продуктов сельского хозяйства», удостоена звания Героя Социалистического Труда с вручением ордена Ленина и золотой медали «Серп и Молот».
Работала бригадиром на свиноферме до выхода на заслуженный отдых в 1984 году. Умерла в 1985 году.

## Награды
- Орден Ленина (21.11.1958);
- Медали, в том числе «За трудовую доблесть» (26.04.1963)[1].